# 2009年日本賽馬
2009年日本賽馬（日語：2009年の日本競馬），是2009年（平成21年）日本賽馬界發生的重大事件及各項賽事的記錄。

## 重大事件概述

### 中央競馬

#### 練馬師於訓練途中死亡
美浦訓練中心於4月3日發生工業意外，練馬師蛯名信廣於馬房內被訓練途中的賽駒踢中胸部，送院3小時後因心肺功能停止不治。

### 地方競馬

#### 違禁用藥仍未絕跡
上年度各地方競馬場頻繁出現禁藥風波後，事件於本年度仍然未有絕的趨勢。於3月26日在名古屋競馬場參賽的其中一名賽駒之中，愛知縣競馬組合由其賽後樣本抽出禁制藥品咖啡因的成份，隨即取消賽駒的資格。
而於9月，川崎競馬場亦有賽駒被發現體內含有禁藥甲芬那酸，處理方法和上述事件相似。

## 時間表

### 1月-3月
- 1月11日 - 京都競馬場第3場賽事中，由於第十五人氣的賽駒跑獲季軍，因而其「位置」的122.8倍賠率創下日本記錄。
- 1月17日 - 騎師熊澤重文出戰京都競馬場第1場賽事，達成第12000場出賽[1]。
- 1月18日 - 「Sunrise Quill」於京成盃中出現異常導致騎師吉田隼人墮馬受傷，最終馬匹被處以安樂死[2]。
- 1月23日 - 地方競馬全國協會宣佈2010年的日本育馬場盃系列賽事將於船橋競馬場舉行，為首次以此地作為舉辦地，同時亦宣佈日本育馬場盃短途賽路程為泥地1000米[3]。
- 2月1日 - 京都競馬場第1場次賽事衝線後，騎師渡邊薰彥失去平衡墮馬，導致其右鎖骨骨折[4]。
- 2月4日 - 船橋競馬場第7場賽事中出現爆冷，「三重彩」的191100.0倍賠率打破公營日本記錄。
- 2月12日 - 日本中央競馬會公布發表騎師及練馬師考試的結果，共有5位騎師及6位練馬師合格。5位騎師之中，包含雙胞胎兄弟國分恭介及國分優作，成為繼13年前的柴田大知及柴田未崎兄弟後再有雙胞胎騎師的出現。而6位練馬師中，所有合格者均為前訓練助手。相關牌照將會於3月1日生效[5]。
- 2月18日 - 上年度有馬紀念冠軍「大和赤驥」因患有肌腱炎而退役[6]。
- 3月1日 - 新人騎師松山弘平勝出小倉競馬場第1場賽事，成功達成初出即勝，亦為第44為達成此成就的騎師。同日，1987年東京優駿（日本打吡）冠軍「Merry Nice」因病死亡[7]。
- 3月9日 - 日本中央競馬會宣佈新推出的投注卡將會於4月25日在Wins米子進行試驗，其後於5月23日推行至全國，據悉投注卡為於舊版的設計基礎上透過放大字母及改變標記方式的方法來加強可視性[8]。另外，日本中央競馬會亦宣佈將於中山競馬場的大型螢幕安裝賽道視覺系統[9]，以及由夏季開始將所有競馬場之泥地賽道的厚度統一為9厘米[10]。
- 3月14日 - 中山競馬場第1場至第9場賽事因強風推遲賽事時間。

### 4月-6月
- 4月3日 - 早上6時35分左右，隸屬美浦訓練中心的練馬師蛯名信廣於自身馬房內對管理賽駒進行訓練時候被踢中胸部，隨即被緊急送往位於茨城縣美浦村的醫院。歷經約3小時的搶救後，蛯名仍因心肺功能停止而宣佈不治，此事件為首次有練馬師於賽駒訓練途中死亡。
- 4月4日 - 3月26日名古屋競馬場第1場賽事的其中一匹參戰馬對禁藥咖啡因呈陽性反應，愛知縣競馬組合取消其資格的同時致歉，並將相關賽駒停賽至4月24日。
- 4月12日 - 安藤勝己策騎「迷人景致」勝出櫻花賞，以49歲16日之齡打破經典賽勝出騎師的最年長記錄[11]。
- 4月20日 - 將於大井競馬場出戰、隸屬同馬房的2匹賽駒的飼料筒中被發現壓縮過的塑膠瓶，同時飼料內亦由液體滲流。為保證賽事公平性，特別區競馬組合決定將2匹賽駒排除於出賽名單外[12]。
- 4月24日 - 岩手縣競馬組合決定引入「騎師讓磅制度」，騎師將會根據自身的戰績被加磅或減磅，為日本首次採取如此安排[13]。
- 4月26日 - 「War Tactics」勝出心宿二錦標，馬主Sunday Racing Co Ltd成功連續6星期贏得分級賽，打破日本記錄[14]。
- 5月4日 - 日本中央競馬會總監佐藤浩二被任命為亞洲賽馬聯盟主席，為首次有日本人就任此職位[15]。
- 5月6日 - 多項泥地一級賽冠軍「雷神精靈」被發現左前腳第三腳趾骨骨折，康復所需時間不明[16]。
- 5月10日 - 「聖卡羅」於NHK一哩賽中被判定於第四彎道妨礙「Iron Look」及於直路妨礙「Daiwa Prevail」，賽駒被貶至第十八名之餘，騎師吉田豐亦被判罰停賽8個賽馬日，嚴重程度為日本史上首次[17]。
- 5月17日 - 武豐策騎「伏特加」勝出維多利亞一哩賽，賽駒以一級賽五勝追平目白多伯的雌馬一級賽勝場記錄，同時亦以8億8740萬日圓獎金打破雌馬累計獎金記錄，而騎師武豐則達成連續22年贏得一級賽的偉業。
- 5月23日 - 「Eishin Boston」以3分36.2秒勝出東京競馬場第4場賽事，打破泥地障礙3300米賽道的日本記錄。然而於其後日本中央競馬會發現此賽事的起步點的位置比原定路程前15米，隨即於官網上發表道歉聲名並取消賽駒的記錄[18]。
- 5月25日 - 由日本中央競馬會管理的小倉競馬場和由韓國馬事會管理的釜山慶南馬場簽署姊妹馬場協議[19]。
- 6月12日 - 日本中央競馬會宣佈將於7月8日中止目前於10個地區提供的無限電話服務，其後將會全國統一號碼[20]，
- 6月13日 - 帶廣競馬場因暴雨造成的水浸將賽事推遲至7月16日舉行[21]。
- 6月27日 - 騎師武豐勝出阪神競馬場第4場賽事，達成其於阪神競馬場的第1000場頭馬[22]。

### 7月-9月
- 7月4日 - 目前位於福島競馬場馬房內、由隸屬練馬師畠山吉宏的2匹賽駒的飼料中被發現不慎混入了洗衣粉。鑑於賽駒可能誤食的情況下，日本中央競馬會以確保安全，將2駒派除於出賽名單外，而畠山則因疏忽管理被處以3萬日圓的罰款[23]。
- 7月8日 - 門別競馬場因暴雨造成的水浸取消賽事，但場外投注所仍然開放[24]。
- 7月11日 - 騎師江田照男出戰福島競馬場第5場賽事，達成第10000場出賽，成為是史上第20位達成此數字的騎師[25]。
- 7月19日 - 「Tosen Basara」於札幌競馬場第12場賽事的第四彎道出現異常跌倒，導致後方的「Derma Venus」、「Shadowlands」及「Piena Mitchi」亦出現意外。最終「Tosen Basara」被判定為預後不良，而騎師古川吉洋右腓骨骨折、北村友一左上腕骨骨折、梶晃啟則右前腕擦傷[26]。
- 7月22日 - 由於日前的大雨導致木屑被衝出道路外，栗東訓練中心之斜路被認定為無法確保訓練安全而關閉，為1985年落成以來首次因大雨關閉[27]。
- 7月24日 - 高知競馬場實施全年均有夜馬的安排，為日本首個採納此措施的競馬場[28]。
- 7月27日 - 帶廣競馬場因大雨取消第11及12場賽事[29]。
- 8月5日 - 日本中央競馬會宣佈更改地方騎師於中央執照考試中的要求，主要變更包括不會再考核騎師於學習及衞生學相關的知識，而是主要考核騎師對於中央及地方之差異的認識。此外，日本中央競馬會亦取消於過去5年曾於中央取得年間20場頭馬的騎師之免試資格。相關措施將會於2010年開始實施[30]。
- 8月9日 - 練馬師森秀行派出「Stellar Lead」勝出函館兩歲錦標，成功於中央全部10個競馬場均取得分級賽勝利，亦為史上第3位達成此成就的練馬師[31]。同日，騎師橫山典弘出戰札幌競馬場第12場賽事，達成第14000場出賽，亦為第6位達成此數字的騎師[32]。
- 8月12日 - 上年度秋華賞冠軍「Black Emblem」因於訓練中流鼻血而退役[33]。同日，日本中央競馬會因應騎師內田博幸於8月8日在英國雅士谷馬場出賽時用鞭過當的事宜，判罰其於8月22日至8月30日間停賽4個賽馬日[34][35]。
- 8月13日 - 2007年皋月賞冠軍「永威勝」退役[36]。
- 8月19日 - 上年度贏得變則二冠的「天空深處」因左前腳患上肌腱炎而退役[37]。
- 8月20日 - 2007年NHK一哩賽冠軍「粉紅瑰寶」退役[38]。
- 8月23日 - 「迷人景致」於札幌紀念中不敵「君主風範」取得第二，陣營決定取消原定遠征法國凱旋門大賽的計劃，改以雌馬三冠路線為目標。
- 9月3日 - 首匹贏得分級賽的白毛馬「小雪」轉籍地方，進入川崎競馬場山崎尋美馬房[39]。
- 9月10日 - 日本中央競馬會宣佈於9月13日舉行的新潟競馬場第4場賽事因參戰馬不足6匹而取消賽事，為1986年以來再一次因此原因取消賽事[40]。
- 9月12日 - 騎師三浦皇成策騎「Royal Diamond」於英國富利斯馬場勝出TOTESPORT.COM讓賽，達成首場海外出賽之餘更達成首場海外頭馬[41]。同日，騎師御神本訓史因於賽事舉行期間離開休息室且無合理理由，被判罰停賽10日[42]。
- 9月15日 - 1985年櫻花賞冠軍「Erebus」於牧場內因受傷死亡[43]。同日，日本中央競馬會決定於宮崎縣宮崎市宮崎育成牧場內設置投注設施，但由於規模限制使用前需要預約[44]。另外，9月6日川崎競馬場第10場賽事其中一匹參戰馬被發現對禁藥甲芬那酸呈陽性反應。神奈川縣川崎競馬組合取消其資格，亦向神奈川縣警川崎警察署備案，以排查是否有違反《競馬法》[45]。
- 9月18日 - 1983年有馬紀念冠軍「Lead Hoyu」因球骨骨折及其他併發症而被施以安樂死。
- 9月20日 - 騎師蛯名正義出戰中山競馬場第4賽事，達成第14000場出賽，亦為第7位達成此數字的騎師[46]。
- 9月26日 - 上年度短途馬錦標冠軍「不眠之夜」因左前腳患上肌腱炎而退役[47]。
- 9月27日 - 福山競馬場舉行日本最後一場阿拉伯馬限定賽事開設60週年紀念阿拉伯特別傳奇賞，由「The Last Arabian」獲勝。
- 9月28日 - 栗東訓練中心的全天候訓練跑道落成，騎師武豐、佐藤哲三、渡邊薰彥及福永祐一等人被邀請試用，其後將會於10月2日正式啟用[48]。

### 10月-12月
- 10月4日 - 於道頓堀錦標以第五名衝線的「Odile」被發現於比賽途中出現第一趾關節開放性脫臼，最終被施以安樂死[49]。
- 10月11日 - 「伏特加」每日王冠中跑獲亞軍，累計獎金超越10億日圓，成為首匹達成此成就的雌馬。同日，京都競馬場第1場賽事爆冷，「單T」及「三重彩」的84788.4及15222.9倍賠率均創下京都第二高的記錄，而「位置Q」的1021.2倍賠率則打破京都記錄[50]。
- 10月17日 - 日本中央競馬會宣佈將於一級賽賽事週施行電腦快速投注，此措施會一直實時至12月27日[51]。
- 10月18日 - 京都競馬場第6場賽事僅限制發牌未滿7年且頭馬數目100場以下的騎師參與，然而於騎師高井彰大在昨日落馬後，本日未有其他於京都競馬場的騎師符合此資格，因而最終選擇由赤木高太郎代打策騎[52]。同日，挑戰雌馬三冠的「迷人景致」於秋華賞中以第二名衝線，但賽後審議認為其於第四彎道妨礙第三名衝線的「Broad Street」，最終賽駒被貶至第三，騎師安藤勝己則被停賽4個賽馬日[53]。
- 10月29日 - 岐阜金賞出現大爆冷，導致「三重彩」無人押中，最終所有曾投注過「三重彩」的人可獲70日圓的特別退款[54]。
- 11月3日 - 於本日日本育馬場盃短途賽取得季軍的「動力無限」據聞會退役並前往韓國作為配種馬，但最終競賽生涯續行一年。
- 11月12日 - 陣營宣佈本年度秋季天皇賞冠軍「結伴行」將會以一哩冠軍賽作為退役戰[55]。
- 11月18日 - 日本中央競馬會宣佈於2011年開始推行「WIN5」投注，馬迷需要押中比賽日不同競馬場中指定5場賽事的冠軍才可獲得返還，具體內容和實際推出時間會於其後公佈[56]。
- 11月29日 - 於日本盃中獲得冠軍的「伏特加」及跑獲第十八名的「君主風範」均於賽事中被發現流鼻血，而根據日本中央競馬會賽事日本事項第2章第11條的規定「伏特加」將被停賽1個月、「君主風範」則被停賽2個月[57]。
- 12月1日 - 據悉美浦訓練中心內一名24歲騎師因盜竊同宿舍另一名騎師的運動鞋而被茨城縣警稻敷警察署逮捕，日本中央競馬會決定將其即日停賽直至事件查明，而該騎師則極力否認罪狀[58]。
- 12月4日 - 上年度日本盃冠軍「銀幕英雄」因左前腳患有肌腱炎而退役[59][60]。
- 12月6日 - 阪神競馬場第4場次賽事第三名衝線的「Sail Large」途中被指出於直路阻礙其他賽駒，因而被貶至第十一名，而騎師李慕華則被罰於12月13至16日期間停賽4個賽馬日。由於李慕華昨日經已於一場賽事中被判罰於同時段停賽1個賽馬日，其於累計停賽5個賽馬日下無法出戰於香港沙田馬場舉行的香港國際賽事[61]。同時，於同一場賽事中出現爆冷，「單T」及「三重彩」的10237.4及77280.8倍賠率均創下阪神最高記錄[62]。
- 12月8日 - 練馬師角居勝彥和馬主商討後表示，於日本盃途中出現流鼻血的「伏特加」將會以來年的杜拜世界盃作為退役戰[63]。
- 12月13日 - 香港國際賽事於香港沙田馬場舉行，出戰香港瓶的「網絡電郵」跑獲殿軍、出戰香港短途錦標的「桂冠戰士」跑獲第十三、出戰香港盃的「美酒皇后」跑獲第十[64]。
- 12月20日 - 中京競馬場第3場賽事發生嚴重墮馬事故，於第三彎道因為骨折跌倒的「Kozuru」造成連鎖效應，使附近的「Sammaru Happy」、「Happy Nation」、「Lichter」及「Nice Acacia」相繼失去平衡導致騎師墮馬。最終「Kozuru」預後不良、「Sammaru Happy」頸椎骨折死亡，而騎師丸田恭介及中村將之則被緊急送往愛知縣豐明市內的醫院。同日，內田博幸出戰中山競馬場第10至12場賽事，以年間出戰955場賽事打破記錄[65]。另外，金澤競馬場因大雪將賽事推遲至12月21日舉行。
- 12月21日 - 日本中央競馬會決定替換分級賽賽駒進入跑道時的背景主題曲，將由作曲家岩代太郎負責[66]。同日，金澤競馬場繼續因大雪將賽事推遲1日舉行[67]。
- 12月26日 - 阪神競馬場再度出現爆冷，「單T」及「三重彩」的17745.0及118492.5倍賠率打破12月6日的阪神記錄[68]。
- 12月28日 - 帶廣市政府決定在來年1月9日於輓馬賽事正式開始接受因系統故障延期的「WIN5」投注。
- 12月31日 - 金澤競馬場因大雪將賽事推遲至來年1月4日舉行。同日，「Dyna Bros」出戰高知競馬場第5場賽事，成為除輓馬賽事外首匹出戰第300場賽事的地方賽駒。

## 各賽事結果

### 中央競馬・平地一級賽
| 賽事名                         | 賽事名                         | 賽事名                         | 優勝馬          | 性齡 | 騎師                          | 練馬師                        | 所屬    |
| 月日                           | 馬場                           | 距離                           | 優勝馬          | 性齡 | 馬主                          | 馬主                          | 時間    |
| ------------------------------ | ------------------------------ | ------------------------------ | --------------- | ---- | ----------------------------- | ----------------------------- | ------- |
| 第26回二月錦標                 | 第26回二月錦標                 | 第26回二月錦標                 | Success Brocken | 雄4  | 内田博幸                      | 藤原英昭                      | JRA栗東 |
| 2月22日                        | 東京競馬場                     | 泥1600米                       | Success Brocken | 雄4  | 高嶋哲                        | 高嶋哲                        | 1:34.6  |
| 第39回高松宮紀念               | 第39回高松宮紀念               | 第39回高松宮紀念               | 桂冠戰士        | 雄5  | 藤田伸二                      | 昆貢                          | JRA栗東 |
| 3月29日                        | 中京競馬場                     | 草1200米                       | 桂冠戰士        | 雄5  | Laurel Racing Co Ltd          | Laurel Racing Co Ltd          | 1:08.0  |
| 第69回櫻花賞                   | 第69回櫻花賞                   | 第69回櫻花賞                   | 迷人景致        | 雌3  | 安藤勝己                      | 松田博資                      | JRA栗東 |
| 4月12日                        | 阪神競馬場                     | 草1600米                       | 迷人景致        | 雌3  | Sunday Racing Co Ltd          | Sunday Racing Co Ltd          | 1:34.0  |
| 第68回皋月賞                   | 第68回皋月賞                   | 第68回皋月賞                   | 所向披靡        | 雄3  | 岩田康誠                      | 友道康夫                      | JRA栗東 |
| 4月19日                        | 中山競馬場                     | 草2000米                       | 所向披靡        | 雄3  | Sunday Racing Co Ltd          | Sunday Racing Co Ltd          | 1:58.7  |
| 第139回春季天皇賞              | 第139回春季天皇賞              | 第139回春季天皇賞              | 逐鹿沙場        | 雄6  | 松岡正海                      | 國枝榮                        | JRA美浦 |
| 5月3日                         | 京都競馬場                     | 草3200米                       | 逐鹿沙場        | 雄6  | Thoroughbred Club Ruffian Ltd | Thoroughbred Club Ruffian Ltd | 3:14.4  |
| 第14回NHK一哩賽                | 第14回NHK一哩賽                | 第14回NHK一哩賽                | 咖啡寶          | 雄3  | 藤岡康太                      | 中竹和也                      | JRA栗東 |
| 5月10日                        | 東京競馬場                     | 草1600米                       | 咖啡寶          | 雄3  | 上田けい子                    | 上田けい子                    | 1:32.4  |
| 第4回維多利亞一哩賽            | 第4回維多利亞一哩賽            | 第4回維多利亞一哩賽            | 伏特加          | 雌5  | 武豐                          | 角居勝彥                      | JRA栗東 |
| 5月17日                        | 東京競馬場                     | 草1600米                       | 伏特加          | 雌5  | 谷水雄三                      | 谷水雄三                      | 1:32.4  |
| 第70回優駿牝馬（日本橡樹大賽） | 第70回優駿牝馬（日本橡樹大賽） | 第70回優駿牝馬（日本橡樹大賽） | 迷人景致        | 雌3  | 安藤勝己                      | 松田博資                      | JRA栗東 |
| 5月24日                        | 東京競馬場                     | 草2400米                       | 迷人景致        | 雌3  | Sunday Racing Co Ltd          | Sunday Racing Co Ltd          | 1:34.0  |
| 第76回東京優駿（日本打吡）     | 第76回東京優駿（日本打吡）     | 第76回東京優駿（日本打吡）     | 宇宙無極        | 雄3  | 橫山典弘                      | 萩原清                        | JRA美浦 |
| 5月31日                        | 東京競馬場                     | 草2400米                       | 宇宙無極        | 雄3  | 久米田正明                    | 久米田正明                    | 2:33.7  |
| 第59回安田紀念                 | 第59回安田紀念                 | 第59回安田紀念                 | 伏特加          | 雌5  | 武豐                          | 角居勝彥                      | JRA栗東 |
| 6月7日                         | 東京競馬場                     | 草1600米                       | 伏特加          | 雌5  | 谷水雄三                      | 谷水雄三                      | 1:33.5  |
| 第50回寶塚紀念                 | 第50回寶塚紀念                 | 第50回寶塚紀念                 | 夢之旅          | 雄5  | 池添謙一                      | 池江泰壽                      | JRA栗東 |
| 6月28日                        | 阪神競馬場                     | 草2200米                       | 夢之旅          | 雄5  | Sunday Racing Co Ltd          | Sunday Racing Co Ltd          | 2:11.3  |
| 第43回短途馬錦標               | 第43回短途馬錦標               | 第43回短途馬錦標               | 桂冠戰士        | 雄5  | 藤田伸二                      | 昆貢                          | JRA栗東 |
| 10月4日                        | 中山競馬場                     | 草1200米                       | 桂冠戰士        | 雄5  | Laurel Racing Co Ltd          | Laurel Racing Co Ltd          | 1:07.5  |
| 第14回秋華賞                   | 第14回秋華賞                   | 第14回秋華賞                   | 紅色夢想        | 雌3  | 四位洋文                      | 松永幹夫                      | JRA栗東 |
| 10月18日                       | 京都競馬場                     | 草2000米                       | 紅色夢想        | 雌3  | Tokyo Horse Racing Co Ltd     | Tokyo Horse Racing Co Ltd     | 1:58.2  |
| 第70回菊花賞                   | 第70回菊花賞                   | 第70回菊花賞                   | Three Rolls     | 雄3  | 濱中俊                        | 武宏平                        | JRA栗東 |
| 10月25日                       | 京都競馬場                     | 草3000米                       | Three Rolls     | 雄3  | 永井商事                      | 永井商事                      | 3:03.5  |
| 第140回秋季天皇賞              | 第140回秋季天皇賞              | 第140回秋季天皇賞              | 結伴行          | 雄8  | 横山典弘                      | 音無秀孝                      | JRA栗東 |
| 11月1日                        | 東京競馬場                     | 草2000米                       | 結伴行          | 雄8  | 近藤英子                      | 近藤英子                      | 1:57.2  |
| 第34回女皇伊利沙伯二世盃       | 第34回女皇伊利沙伯二世盃       | 第34回女皇伊利沙伯二世盃       | 美酒皇后        | 雌5  | 田中博康                      | 小島茂之                      | JRA美浦 |
| 11月15日                       | 京都競馬場                     | 草2200米                       | 美酒皇后        | 雌5  | Green Farm                    | Green Farm                    | 2:13.6  |
| 第26回一哩冠軍賽               | 第26回一哩冠軍賽               | 第26回一哩冠軍賽               | 結伴行          | 雄8  | 横山典弘                      | 音無秀孝                      | JRA栗東 |
| 11月22日                       | 京都競馬場                     | 草1600米                       | 結伴行          | 雄8  | 近藤英子                      | 近藤英子                      | 1:33.2  |
| 第29回日本盃                   | 第29回日本盃                   | 第29回日本盃                   | 伏特加          | 雌5  | 李慕華                        | 角居勝彥                      | JRA栗東 |
| 11月29日                       | 東京競馬場                     | 草2400米                       | 伏特加          | 雌5  | 谷水雄三                      | 谷水雄三                      | 2:22.4  |
| 第10回日本盃泥地大賽           | 第10回日本盃泥地大賽           | 第10回日本盃泥地大賽           | 希望之城        | 雄4  | 佐藤哲三                      | 安達昭夫                      | JRA栗東 |
| 12月6日                        | 阪神競馬場                     | 泥1800米                       | 希望之城        | 雄4  | 友駿競馬俱樂部                | 友駿競馬俱樂部                | 1:49.9  |
| 第61回阪神兩歲牝馬錦標         | 第61回阪神兩歲牝馬錦標         | 第61回阪神兩歲牝馬錦標         | 夏威夷鳥        | 雌2  | 蛯名正義                      | 國枝榮                        | JRA美浦 |
| 12月13日                       | 阪神競馬場                     | 草1600米                       | 夏威夷鳥        | 雌2  | 金子真人控股                  | 金子真人控股                  | 1:34.9  |
| 第61回朝日盃未來錦標           | 第61回朝日盃未來錦標           | 第61回朝日盃未來錦標           | 玫瑰帝國        | 雄2  | 小牧太                        | 橋口弘次郎                    | JRA栗東 |
| 12月20日                       | 中山競馬場                     | 草1600米                       | 玫瑰帝國        | 雄2  | Sunday Racing Co Ltd          | Sunday Racing Co Ltd          | 1:34.0  |
| 第54回有馬紀念                 | 第54回有馬紀念                 | 第54回有馬紀念                 | 夢之旅          | 雄5  | 池添謙一                      | 池江泰壽                      | JRA栗東 |
| 12月27日                       | 中山競馬場                     | 草2500米                       | 夢之旅          | 雄5  | Sunday Racing Co Ltd          | Sunday Racing Co Ltd          | 2:30.0  |

### 中央競馬・跳欄一級賽
| 賽事名             | 賽事名             | 賽事名             | 優勝馬       | 性齡 | 騎師     | 練馬師   | 所屬    |
| 月日               | 馬場               | 距離               | 優勝馬       | 性齡 | 馬主     | 馬主     | 時間    |
| ------------------ | ------------------ | ------------------ | ------------ | ---- | -------- | -------- | ------- |
| 第11回中山跳欄大賽 | 第11回中山跳欄大賽 | 第11回中山跳欄大賽 | Spring Ghent | 雄9  | 白濱雄造 | 野村明彥 | JRA栗東 |
| 4月18日            | 中山競馬場         | 障4250米           | Spring Ghent | 雄9  | 加藤春夫 | 加藤春夫 | 4:49.1  |
| 第132回中山大障礙  | 第132回中山大障礙  | 第132回中山大障礙  | King Joy     | 雄7  | 西谷誠   | 增本豐   | JRA栗東 |
| 12月26日           | 中山競馬場         | 障4100米           | King Joy     | 雄7  | 松岡隆雄 | 松岡隆雄 | 4:41.7  |

### 地方競馬・一級賽
| 賽事名                  | 賽事名                  | 賽事名                  | 優勝馬          | 性齡 | 騎師                 | 練馬師               | 所屬     |
| 月日                    | 馬場                    | 距離                    | 優勝馬          | 性齡 | 馬主                 | 馬主                 | 時間     |
| ----------------------- | ----------------------- | ----------------------- | --------------- | ---- | -------------------- | -------------------- | -------- |
| 第57回川崎紀念          | 第57回川崎紀念          | 第57回川崎紀念          | 雷神精靈        | 雄7  | 李慕華               | 角居勝彥             | JRA栗東  |
| 1月28日                 | 川崎競馬場              | 泥2100米                | 雷神精靈        | 雄7  | 金子真人控股         | 金子真人控股         | 2:13.3   |
| 第21回柏市紀念          | 第21回柏市紀念          | 第21回柏市紀念          | 希望之城        | 雄4  | 佐藤哲三             | 安達昭夫             | JRA栗東  |
| 5月5日                  | 船橋競馬場              | 泥1600米                | 希望之城        | 雄4  | 友駿競馬俱樂部       | 友駿競馬俱樂部       | 1:35.9   |
| 第32回帝王賞            | 第32回帝王賞            | 第32回帝王賞            | 赤兔馬          | 雄7  | 武豐                 | 石坂正               | JRA栗東  |
| 6月24日                 | 大井競馬場              | 泥2000米                | 赤兔馬          | 雄7  | Sunday Racing Co Ltd | Sunday Racing Co Ltd | 2:03.6   |
| 第11回日本泥地打吡      | 第11回日本泥地打吡      | 第11回日本泥地打吡      | Testa Matta     | 雄3  | 岩田康誠             | 村山明               | JRA栗東  |
| 7月8日                  | 大井競馬場              | 泥2000米                | Testa Matta     | 雄3  | 吉田和美             | 吉田和美             | 2:04.5   |
| 第22回一哩冠軍南部盃    | 第22回一哩冠軍南部盃    | 第22回一哩冠軍南部盃    | 希望之城        | 雄4  | 佐藤哲三             | 安達昭夫             | JRA栗東  |
| 10月12日                | 盛岡競馬場              | 泥1600米                | 希望之城        | 雄4  | 友駿競馬俱樂部       | 友駿競馬俱樂部       | 1:35.4   |
| 第9回日本育馬場盃短途賽 | 第9回日本育馬場盃短途賽 | 第9回日本育馬場盃短途賽 | Suni            | 雄3  | 川田將雅             | 吉田直弘             | JRA栗東  |
| 11月3日                 | 名古屋競馬場            | 泥1400米                | Suni            | 雄3  | 吉田和美             | 吉田和美             | 1:25.9   |
| 第9回日本育馬場盃經典賽 | 第9回日本育馬場盃經典賽 | 第9回日本育馬場盃經典賽 | 赤兔馬          | 雄7  | 武豐                 | 石坂正               | JRA栗東  |
| 11月3日                 | 名古屋競馬場            | 泥1900米                | 赤兔馬          | 雄7  | Sunday Racing Co Ltd | Sunday Racing Co Ltd | 2:00.2   |
| 第60回全日本兩歲優駿    | 第60回全日本兩歲優駿    | 第60回全日本兩歲優駿    | Love Michan     | 雌2  | 濱口楠彥             | 柳江仁               | 愛知笠松 |
| 12月16日                | 川崎競馬場              | 泥1600米                | Love Michan     | 雌2  | 小林祥晃             | 小林祥晃             | 1:40.0   |
| 第55回東京大賞典        | 第55回東京大賞典        | 第55回東京大賞典        | Success Brocken | 雄4  | 内田博幸             | 藤原英昭             | JRA栗東  |
| 12月29日                | 大井競馬場              | 泥2000米                | Success Brocken | 雄4  | 高嶋哲               | 高嶋哲               | 2:05.9   |

### 輓馬・一級賽
| 賽事名             | 賽事名             | 賽事名             | 優勝馬          | 性齡 | 騎師       | 練馬師   | 所屬   |
| 月日               | 馬場               | 距離               | 優勝馬          | 性齡 | 馬主       | 馬主     | 時間   |
| ------------------ | ------------------ | ------------------ | --------------- | ---- | ---------- | -------- | ------ |
| 第31回帶廣紀念     | 第31回帶廣紀念     | 第31回帶廣紀念     | Fuku Izumi      | 雄8  | 尾瀨馨     | 松井浩文 | 帶廣   |
| 1月2日             | 帶廣競馬場         | 輓200米            | Fuku Izumi      | 雄8  | Toyo牧場   | Toyo牧場 | 3:13.7 |
| 第2回天馬賞        | 第2回天馬賞        | 第2回天馬賞        | Arrow Fighter   | 雄5  | 鈴木惠介   | 高嶋紳一 | 帶廣   |
| 1月4日             | 帯廣競馬場         | 輓200米            | Arrow Fighter   | 雄5  | 長澤廣茂   | 長澤廣茂 | 2:25.9 |
| 第40回Irene紀念    | 第40回Irene紀念    | 第40回Irene紀念    | Kitano Taisho   | 雄3  | 大河原和雄 | 服部義幸 | 帶廣   |
| 3月15日            | 帶廣競馬場         | 輓200米            | Kitano Taisho   | 雄3  | 木下英三   | 木下英三 | 1:58.6 |
| 第41回輓馬紀念     | 第41回輓馬紀念     | 第41回輓馬紀念     | Tomoe Power     | 雄9  | 西弘美     | 松井浩文 | 帶廣   |
| 3月29日            | 帶廣競馬場         | 輓200米            | Tomoe Power     | 雄9  | 酒井兼益   | 酒井兼益 | 4:50.8 |
| 第34回輓馬橡樹大賽 | 第34回輓馬橡樹大賽 | 第34回輓馬橡樹大賽 | Watashiwa Sugoi | 雌3  | 藤本匠     | 皆川公二 | 帶廣   |
| 12月13日           | 帶廣競馬場         | 輓200米            | Watashiwa Sugoi | 雌3  | 大野清二   | 大野清二 | 1:36.8 |
| 第37回輓馬打吡     | 第37回輓馬打吡     | 第37回輓馬打吡     | Kitano Taisho   | 雄3  | 大河原和雄 | 服部義幸 | 帶廣   |
| 12月27日           | 帶廣競馬場         | 輓200米            | Kitano Taisho   | 雄3  | 木下英三   | 木下英三 | 1:36.1 |

### 騎師邀請賽
| 賽事名                      | 賽事名                      | 冠軍     | 所屬       |
| 月日                        | 馬場                        | 冠軍     | 所屬       |
| --------------------------- | --------------------------- | -------- | ---------- |
| 第7回佐佐木竹見盃騎師大獎賽 | 第7回佐佐木竹見盃騎師大獎賽 | 內田博幸 | JRA美浦    |
| 1月27日                     | 川崎競馬場                  | 內田博幸 | JRA美浦    |
| 超級騎師大賽預賽2009        | 超級騎師大賽預賽2009        | 的場文男 | 南關東大井 |
| 9月25日及10月15日           | 船橋競馬場及園田競馬場      | 的場文男 | 南關東大井 |
| 第23回世界超級騎師大賽      | 第23回世界超級騎師大賽      | 橫山典弘 | JRA美浦    |
| 12月5日及6日                | 阪神競馬場                  | 橫山典弘 | JRA美浦    |

## 馬匹獎項

### JRA賞
- 馬王：伏特加（雌5、栗東・角居勝彥馬房）
- 最佳2歲雄馬：玫瑰帝國（雄2、栗東・橋口弘次郎馬房）
- 最佳2歲雌馬：夏威夷鳥（雌2、美浦・國枝榮馬房）
- 最佳3歲雄馬：宇宙無極（雄3、美浦・萩原清馬房）
- 最佳3歲雌馬：迷人景致（雄4、栗東・松田博資馬房）
- 最佳4歲及以上雄馬：夢之旅（雄5、栗東・池江泰壽馬房）
- 最佳4歲及以上雌馬：伏特加（雌5、栗東・角居勝彥馬房）
- 最佳短途馬：桂冠戰士（雄5、栗東・昆貢馬房）
- 最佳泥地馬：希望之城（雄4、栗東・安達昭夫馬房）
- 最佳跳欄馬：King Joy（雄8、栗東・音無秀孝馬房）
- 特別賞：結伴行（雄8、栗東・音無秀孝馬房）

### NAR大賞
- 馬后：Love Michan（雌2、笠松・柳江仁馬房）
- 最佳2歲純種馬：Love Michan（雌2、笠松・柳江仁馬房）
- 最佳3歲純種馬：Blue Lad（雄3、川崎・足立勝久馬房）
- 最佳4歲及以上純種馬：Furioso（雄5、船橋・川島正行馬房）
- 最佳雌馬：Love Michan（雌2、笠松・柳江仁馬房）
- 最佳短途馬：從缺
- 最佳草地馬：從缺
- 最佳阿拉伯馬：從缺
- 最佳輓馬：Kanesa Black（雄7、帶廣・松井浩文馬房）
- 泥地分級賽特別賞：希望之城（雄4、栗東・安達昭夫馬房）
- 特別表彰：三雄判令（退役馬）、Tagami Homare（退役馬）

## 人物獎項

### JRA賞
- 冠軍練馬師：藤澤和雄（美浦、56勝）
- 最高勝率練馬師：藤澤和雄（美浦、16.5%勝率）
- 最高獎金練馬師：音無秀孝（栗東、15億788萬日圓獎金）
- 優秀技術練馬師：角居勝彥（栗東）
- 冠軍騎師：內田博幸（美浦・嶋田潤馬房、146勝）
- 關東冠軍騎師：內田博幸（美浦・嶋田潤馬房、146勝）
- 關西冠軍騎師：武豐（栗東・自由身、140勝）
- 最高勝率騎師：安藤勝己（栗東・自由身、21.0%勝）
- 最高獎金騎師：武豐（栗東・自由身、30億3516萬300日圓獎）
- 騎師大賞：從缺
- 冠軍跳欄賽騎師：五十嵐雄祐（美浦・自由身、14勝）
- 冠軍新人騎師：松山弘平（栗東・池添兼雄馬房、36勝）

### NAR大獎
- 冠軍練馬師：角田輝也（名古屋、239勝）
- 最高獎金練馬師：川島正行（船橋、5億4840萬4500日圓獎金）
- 最高勝率練馬師：川西毅（名古屋、34.8%勝率）
- 殊勳練馬師獎：角川秀樹（門別）、柳江仁（笠松）
- 冠軍騎師：戶崎圭太（大井・香取和孝馬房、387勝）
- 最高獎金騎師：戶崎圭太（大井・香取和孝馬房、11億9656萬2000日圓獎金）
- 最高勝率騎師：赤岡修次（高知、工藤英嗣馬房、35.7%勝率）
- 優秀新人騎師：長澤幸太（帶廣・服部義幸馬房）
- 優秀女性騎師：別府真衣（高知・別府真司馬房）
- 最佳運動精神獎：今野忠成（川崎・安池成美馬房）
- 殊勳騎師獎：從缺

## 頭馬達成記錄

### 騎師
初勝利
- 丸山元氣（札幌、7月11日）[69]
- 中村尚平（大井、7月20日）[70]
- 大江原圭（新潟、7月26日）[71]
- 安藤洋一（大井、9月17日）
- 高美斯（阪神、12月6日）[72]

100勝
- 三浦皇成（東京、2月7日）[73]
- 濱中俊（小倉、2月28日）[74]
- 大野拓彌（中京、3月14日）[75]
- 酒井學（小倉、8月2日）[76]
- 的場勇人（中山、12月5日）[77]

200勝
- 石橋脩（東京、2月7日）[78]
- 松田大作（中山、9月20日）[79]
- 武士澤友治（東京、11月29日）[80]

300勝
- 松岡正海（中山、4月18日）[81]
- 内田博幸（東京、5月23日）[82]
- 村田一誠（新潟、8月8日）[83]
- 川田將雅（京都、10月17日）[84]

500勝
- 勝浦正樹（中山、9月20日）

600勝
- 石崎駿（船橋、2月2日）[85]
- 宮下瞳（笠松、2月26日）[86]
- 北村宏司（東京、5月10日）[87]
- 岩田康誠（阪神、9月12日）[88]

700勝
- 角田晃一（中京、5月23日）[89]
- 江田照男（福島、11月15日）[90]

800勝
- 熊澤重文（小倉、8月8日）[91]
- 佐藤哲三（阪神、9月20日）[92]
- 吉田豐（東京、10月10日）

1000勝
- 御神本訓史（船橋、9月2日）[93]

1100勝
- 福永祐一（京都、11月28日）[94]

1600勝
- 藤田伸二（札幌、8月15日）[95]

1700勝
- 蛯名正義（東京、4月25日）[96]

2000勝
- 橫山典弘（札幌、7月18日）

3300勝
- 武豐（阪神、12月13日）[97]

4000勝
- 有馬澄男（園田、12月9日）

6000勝
- 石崎隆之（浦和、5月1日）[98]

### 練馬師
初勝利
- 牧光二（中京、1月17日）[99]
- 須貝尚介（阪神、3月14日）[100]
- 大竹正博（中山、4月4日）[101]
- 矢野英一（東京、5月2日）[102]
- 伊藤大士（福島、7月11日）

100勝
- 鄉原洋行（東京、2月7日）[103]
- 根本康廣（東京、2月21日）[104]
- 宮本博（中京、3月28日）
- 中尾秀正（阪神、4月4日）[105]
- 佐藤正雄（新潟、5月9日）[106]
- 小檜山悟（新潟、8月8日）
- 河內洋（福島、10月31日）

200勝
- 田所秀孝（小倉、2月21日）
- 加藤征弘（阪神、3月8日）[107]
- 谷潔（阪神、3月28日）[108]
- 中竹和也（新潟、5月2日）[109]
- 鈴木伸尋（福島、7月11日）[110]
- 川村禎彦（小倉、8月8日）[111]

300勝
- 小西一男（中京、1月18日）[112]
- 角居勝彥（京都、11月20日）[113]

500勝
- 増本豐（JRA京都、1月10日）[114]
- 坂口正則（JRA京都、1月18日）[112]
- 和田正道（JRA新潟、5月2日）[109]
- 國枝榮（JRA中山、12月12日）[115]
- 橋田滿（JRA阪神、12月27日）[116]

600勝
- 岡林光浩（船橋、9月23日）[117]

800勝
- 橋口弘次郎（JRA小倉、8月15日）[118]

900勝
- 松山康久（JRA中山、2月28日）[74]

1000勝
- 藤澤和雄（JRA中山、9月27日）[119]

1100勝
- 堂山芳則（門別、11月11日）

## 退役馬

### 1月
- 名將森遜
- Bright Tomorrow
- Rapid Orange
- 尊皇

### 2月
- 至愛
- Solid Platinum
- 藍槍
- Asaka Defeat
- 大和赤驥
- Excuse
- Nishino Nurse Call
- Sayonara

### 3月
- 巴斯特
- Peer Gynt
- 天之吻

### 4月
- Couverture
- Shonan Talent

### 5月
- Silk Famous
- Joyful Heart
- 急流

### 6月
- 密州怨曲
- Love Caerna
- Asian Winds
- Taisei Atom

### 7月
- 富士寧靜
- Camphor Best

### 8月
- Tokai World
- 永威勝
- Black Emblem
- 天空深處
- M O Winner
- 粉紅瑰寶
- Logic

### 9月
- 三雄判令

### 10月
- 不眠之夜
- Apres un Reve
- Cosmo Platina
- 金剛力王

### 11月
- 歡欣起舞
- Bella Rheia
- Blue Concorde
- Grass Bomber
- Dance a Joy
- 川上公主
- 結伴行
- Saqalat

### 12月
- 盛高
- Barone Fountain
- 銀幕英雄
- 榮進代表
- Meine Canna
- 高級玩意
- 美酒皇后
- Yamaninmerveilleux

## 誕生

### 馬匹
本年誕生的馬匹為2012年經典世代
- 1月15日 - I'm Yours
- 1月17日 - 大和佳駿
- 1月24日 - Fine Choice
- 1月29日 -  東寶殷紅
- 2月1日 - 辛辣風味
- 2月4日 - Sanacion
- 2月12日 - 高尚亞當、Sound of Heart、Crans Montana
- 2月14日 - 白山明月、Air Khalifa
- 2月17日 - Cosmo Ozora、毅力寶貝
- 2月18日 - Meiner Baika
- 2月19日 - 機伶獵駒[120]
- 2月20日 - 貴婦人[121]
- 2月22日 - 世界王牌、Capote Star
- 2月23日 - Midsummer Fair、Red Kingdom
- 2月28日 - Osumi Ichiban
- 3月2日 - 亞瑟神劍
- 3月3日 - 雄偉駒、Quatre Feuilles
- 3月5日 - 極峰[122]
- 3月6日 - 黃金船[123]
- 3月7日 - Tosen Benizakura
- 3月8日 - 一路通[124]
- 3月11日 - Final Form
- 3月12日 - 真誠少女[125]
- 3月14日 - 引以為榮
- 3月15日 - Air Saumur
- 3月17日 - Best Deal
- 3月18日 - 森巴舞后[126]
- 3月23日 - 圖森赫馬、樹茂果甜
- 3月24日 - 忘情棄愛、阿基米德
- 3月27日 - 以史為鑑
- 3月28日 - 啟愛上品
- 3月29日 - 歌爾達
- 4月3日 - 地球音速
- 4月7日 - 百戰雄心
- 4月8日 - 菊花風暴、Monstre
- 4月10日 - Fleet Street、闖王
- 4月11日 - 阿爾菲多、萬千里
- 4月12日 - Omega Heartland
- 4月14日 - Obruchev
- 4月15日 - Apollo Maverick
- 4月19日 - Osumi Moon
- 4月20日 - 超常駿驥、解密精英、Excellente Cave
- 4月22日 - 東京光環
- 4月24日 - 哈娜目標
- 4月27日 - Meisho Suzanna
- 4月30日 - Wide Bach
- 5月6日 - Brightline
- 5月8日 - 華麗輝煌、Courir Kaiser
- 5月9日 - Hula Bride
- 5月12日 - 史匹堡
- 5月13日 - Joie de Vivre
- 5月16日 - Hatano Vainqueur
- 5月26日 - 北港火山
- 5月30日 - Going Power
- 8月20日 - 馬田鎮

## 逝世

### 馬匹
- 1月18日 - Sunrise Quill、Wish away
- 3月1日 - Merry Nice、海都市、Doulab
- 6月12日 - Yumeno Shirusi
- 6月22日 - 愛麗速子
- 6月24日 - Ibuki Maikagura
- 7月19日 - Tosen Basara
- 9月16日 - Erebus
- 10月4日 - Odile
- 10月8日 - Katsurano Haiseiko
- 10月13日 - Mejiro Titan
- 10月15日 - Mejiro Durren
- 11月15日 - Dance a Joy
- 11月19日 - Windsor Knot

### 人物
- 2月17日 - 今井壽惠（賽馬攝影師）
- 3月20日 - 安田伊佐夫（練馬師）
- 3月23日 - 稗田研二（練馬師）
- 4月3日 - 蛯名信廣（練馬師）
- 4月12日 - 境勝太郎（前練馬師）
- 6月30日 - 田中龍雨（冠名為「レオ」之馬主）
- 7月1日 - 保田隆芳（前騎師、前練馬師）
- 9月18日 - 橫山富雄（前騎師、訓練助手，橫山典弘之父、橫山武史、橫山和生之祖父）
- 10月20日 - 千葉均（練馬師）
- 10月22日 - 楠克美（練馬師）
- 11月2日 - 山崎正行（賽馬評論家、賽事解説員、東京競馬記者俱樂部會員）
- 11月24日 - 八木正雄（練馬師）
- 12月22日 - 山路秀則（冠名為「ナリタ」之馬主、京都馬主協會會員）